# انتخابات مجلس الشيوخ الأمريكي 2022
أُجريت انتخابات مجلس الشيوخ في الولايات المتحدة لعام 2022 في 8 نوفمبر 2022 بالتزامن مع الانتخابات النصفية عام 2022 على مستوى المحليات والولايات، بما في ذلك انتخابات مجلس النواب الأمريكي. أجريت الانتخابات للمنافسة على 35 مقعدًا من أصل 100 مقعد في مجلس الشيوخ الأمريكي، وسيخدم الفائزون بها لمدة ست سنوات في الكونجرس الأمريكي اعبتارا من 3 يناير 2023 إلى 3 يناير 2029. على الرغم من أن الحزب الجمهوري كانت له الأفضلية بشكل طفيف في مجلس النواب، إلا أن الحزب الديمقراطي احتفظ بأغلبية في مجلس الشيوخ، الذي مايزال يحتفظ بالأغلبية منذ عام 2021.
ينقسم أعضاء مجلس الشيوخ إلى ثلاث مجموعات، أو فئات، تتدرج ولايتها بحيث يتم انتخاب فئة مختلفة كل عامين. جميع مقاعد مجلس الشيوخ من الفئة الثالثة البالغ عددها 34، والتي تم انتخابها آخر مرة في عام 2016، وكانت مطروحة للانتخابات في عام 2022. قبل الانتخابات كانت الفئة الثالثة تتكون من 14 ديمقراطيًا و 20 جمهوريًا.
قبل الانتخابات، حصل الديمقراطيون على أغلبية في مجلس الشيوخ منذ 20 يناير 2021. كان هناك 48 عضوًا ديمقراطيًا في مجلس الشيوخ واثنين من أعضاء مجلس الشيوخ المستقلين؛ لكن تصويت هاريس كسر التعادل، وحصل الديمقراطيون على أغلبية فعالة من 51 مقعدًا.